# Le fils du diable fait la noce à Paris
Le fils du diable fait la noce à Paris je francouzský němý film z roku 1906. Režisérem je Charles-Lucien Lépine (1859–1941). Film trvá zhruba 16 minut.

## Děj
Film zachycuje ďábla, který je tak znuděn pobytem v pekle, že se na doporučení vydá do Paříže, kde si najde přítelkyni.